# Aspidimorpha chlorina
Aspidimorpha chlorina es un coleóptero de la familia Chrysomelidae.
Fue descrita científicamente por primera vez en 1854 por Boheman.